# Шуджанд
Шуджанд (тадж. Шуҷанд) — сельский населённый пункт (тадж. деҳа) в Рушанском районе Горно-Бадахшанской автономной области Республики Таджикистан. 
Административно относится к сельской общине (джамоату) Рушан.
Расположен в высокогорном районе, в долине реки Бартанг. Расстояние от села до районного и общинного центра (село Рушан) — 10 км. Через село проходит дорога РЧ085.
Население — 1210 человек (2017 г.), рушанцы.
13 июля 2021 года и 24 августа 2022 года в Шуджанде сошёл селевой поток.